# Pão no bafo
O Pão no bafo (Tampf Kleis), conhecido também como Pão de bafo, ou ainda Pão de russo, é um prato típico do Paraná, mais precisamente da região do município de Palmeira.
O município de Palmeira está localizado na região dos Campos Gerais do Paraná, região que recebeu imigrantes russos-alemães. A iguaria era consumida, inicialmente, nas colônias de imigrantes em Quero-Quero, Papagaios Novos, Santa Quitéria, Lago e Pugas. O prato que leva basicamente massa de pão cozida no vapor, repolho e derivados de carne suína, foi trazida pelos imigrantes russos-alemães (alemães do Volga) por volta de 1878.
Em 2015, o prato típico mantido por tradição há quase 140 anos, foi tombado pela prefeitura de Palmeira como patrimônio cultural imaterial do município. A iniciativa do tombamento do prato partiu da Secretaria de Indústria e Comércio do município, fazendo do “Pão no Bafo” o primeiro patrimônio imaterial de Palmeira, destacando uma tradição passada de geração em geração. A proposta formalizada após a verificação de que o preparo se enquadrava na legislação vigente do Ministério da Cultura e Iphan (Instituto do Patrimônio Histórico e Artístico Nacional) como patrimônio imaterial.

## Denominação
"Tampf Kleis" é como é pronunciado no dialeto alemão do Volga. "Tampf" vem de Dampf, que significa "vapor", e "Kleis" é a forma como Klöße é pronunciado nesse dialeto.
Enquanto na Alemanha a palavra Klöße (pronuncia-se "Kleis" entre os alemães do Volga) é mais comum, na Áustria a palavra Knödel (pronuncia-se "Knudel" ou "Nudel" entre os alemães do Volga) é mais comum. Ambas as palavras designam a mesma coisa e são usadas pelos alemães do Volga de forma intercambiável.
Este prato também ainda é cozido entre os descendentes dos alemães do Volga da Argentina, sendo conhecido lá como "Wickel Kleis" (de Wickel Klöße), "Wickel Nudel" (de Wickel Knödel) ou "Tampf Nudel" (de Dampf Knödel).
Na Alemanha continua a ser um prato regional e é conhecido como Dampfnudel, uma palavra cuja grafia mantém a sua forma dialetal. Lá, é possível prepará-lo salgado (por exemplo, com repolho e carne de porco), mas também doce.